# 500 Milhas de Indianápolis de 2013
As 500 Milhas de Indianápolis de 2013 foi a 97.ª edição da prova e sexta corrida da temporada de 2013 da IndyCar Series. A corrida foi disputada no dia 26 de maio no Indianapolis Motor Speedway, localizado na cidade de Speedway, em Indiana. O vencedor foi o piloto brasileiro Tony Kanaan da equipe KV Racing. Carlos Muñoz, piloto colombiano da equipe Andretti Autosport, foi o melhor dos estreantes, chegando em segundo lugar, ultrapassando o companheiro de equipe Ryan Hunter-Reay.

## Programação
| Data(s)    | Dia(s)  | Evento                            |
| ---------- | ------- | --------------------------------- |
| 11 de maio | Sábado  | Orientação para Rookies / Treinos |
| 12 de maio | Domingo | Treinos                           |
| 13 de maio | Segunda | Orientação para Rookies / Treinos |
| 14 de maio | Terça   | Treinos                           |
| 15 de maio | Quarta  | Treinos                           |
| 16 de maio | Quinta  | Treinos                           |
| 17 de maio | Sexta   | Treinos ("Fast Friday")           |
| 18 de maio | Sábado  | Pole Day                          |
| 19 de maio | Domingo | Bump Day                          |
| 24 de maio | Sexta   | Carb Day                          |
| 26 de maio | Domingo | Corrida                           |

## Pilotos e Equipes
34 carros foram inscritos para corrida. Quatro deles eram novatos (Tristan Vautier, Conor Daly, Carlos Muñoz e A. J. Allmendinger). Destes, Allmendinger (que, embora viesse com status de ex-piloto da extinta Champ Car, foi considerado novato por nunca ter disputado a corrida), Daly e Muñoz disputariam apenas a Indy 500, enquanto Vautier foi o único dos rookies a disputar o campeonato completo.
Buddy Lazier, vencedor da Indy 500 em 1996, regressou à categoria somente para a disputa da prova. Ele foi inscrito pela Lazier Partners Racing, equipe dirigida por seu pai, Bob. Ryan Briscoe, piloto da Penske entre 2008 e 2012, foi outro que se inscreveu somente para correr a Indy 500, desta vez pela Chip Ganassi, equipe por qual competiu em 2005.
| No. | Piloto              | Status | Número                                | Motor     | Patrocínio                        |
| --- | ------------------- | ------ | ------------------------------------- | --------- | --------------------------------- |
| 1   | Ryan Hunter-Reay    |        | Andretti Autosport                    | Chevrolet | DHL                               |
| 2   | A. J. Allmendinger  | R      | Penske                                | Chevrolet | IZOD                              |
| 3   | Hélio Castroneves   | W      | Penske                                | Chevrolet | Shell V-Power/Pennzoil Ultra      |
| 4   | J. R. Hildebrand    |        | Panther Racing                        | Chevrolet | National Guard                    |
| 5   | E. J. Viso          |        | Team Venezuela/Andretti Autosport/HVM | Chevrolet | Team Venezuela                    |
| 6   | Sebastián Saavedra  |        | Dragon Racing                         | Chevrolet | Dragon Racing                     |
| 7   | Sebastien Bourdais  |        | Dragon Racing                         | Chevrolet | Dragon Racing                     |
| 8   | Ryan Briscoe        |        | Chip Ganassi Racing                   | Honda     | NTT DATA                          |
| 9   | Scott Dixon         | W      | Target Chip Ganassi Racing            | Honda     | Target                            |
| 10  | Dario Franchitti    | W      | Target Chip Ganassi Racing            | Honda     | Target                            |
| 11  | Tony Kanaan         |        | KV Racing Technology                  | Chevrolet | Hydroxycut                        |
| 12  | Will Power          |        | Team Penske                           | Chevrolet | Verizon                           |
| 14  | Takuma Sato         |        | A. J. Foyt Enterprises                | Honda     | ABC Supply Co.                    |
| 15  | Graham Rahal        |        | Rahal Letterman Lanigan Racing        | Honda     | Midas/Big O Tires                 |
| 16  | James Jakes         |        | Rahal Letterman Lanigan Racing        | Honda     | Acorn Stairlifts                  |
| 17  | Michel Jourdain Jr. |        | Rahal Letterman Lanigan Racing        | Honda     | Office Depot                      |
| 18  | Bia Figueiredo      |        | Dale Coyne Racing                     | Honda     | Ipiranga                          |
| 19  | Justin Wilson       |        | Dale Coyne Racing                     | Honda     | Boy Scouts of America/Sonny's BBQ |
| 20  | Ed Carpenter        |        | Ed Carpenter Racing                   | Chevrolet | Fuzzy's Vodka                     |
| 21  | Josef Newgarden     |        | Sarah Fisher Hartman Racing           | Honda     | Century 21                        |
| 22  | Oriol Servià        |        | Panther/Dreyer & Reinbold Racing      | Chevrolet | Panther DRR                       |
| 25  | Marco Andretti      |        | Andretti Autosport                    | Chevrolet | RC Cola                           |
| 26  | Carlos Muñoz        | R      | Andretti Autosport                    | Chevrolet | Unistraw                          |
| 27  | James Hinchcliffe   |        | Andretti Autosport                    | Chevrolet | GoDaddy.com                       |
| 40  | [[\|]] por anunciar |        | Ed Carpenter Racing                   | Chevrolet | Ed Carpenter Racing               |
| 41  | Conor Daly          | R      | A. J. Foyt Enterprises                | Honda     | ABC Supply Co.                    |
| 55  | Tristan Vautier     | R      | Schmidt-Peterson Motorsports          | Honda     | Lucas Oil                         |
| 60  | Townsend Bell       |        | Panther Racing                        | Chevrolet | Sunoco "Turbo"                    |
| 63  | Pippa Mann          |        | Dale Coyne Racing                     | Honda     | Dale Coyne Racing                 |
| 77  | Simon Pagenaud      |        | Schmidt-Hamilton Motorsports          | Honda     | Hewlett Packard                   |
| 78  | Simona de Silvestro |        | KV Racing Technology                  | Chevrolet | Nuclear Energy                    |
| 81  | Katherine Legge     |        | Schmidt-Peterson Motorsports          | Honda     | Schmidt Peterson Motorsports      |
| 83  | Charlie Kimball     |        | Novo Nordisk Chip Ganassi Racing      | Honda     | NovoLog FlexPen                   |
| 91  | Buddy Lazier        | W      | Lazier Partners Racing                | Chevrolet | Lazier Partners, Inc.             |
| 98  | Alex Tagliani       |        | Bryan Herta Autosport                 | Honda     | Team Barracuda                    |

| valign="top" |
| Letra | Significado         |
| ----- | ------------------- |
| R     | Rookie              |
| W     | Ex-campeão da prova |

- Buddy Rice, que chegou a se inscrever para a prova pela Sam Schmidt, desistiu da vaga e cedeu-a para Katherine Legge. Já o segundo carro da Ed Carpenter Racing não chegou a ter piloto confirmado, sendo retirado da lista.

## Treinos classificatórios

### Pole Day
| Pole Day – 18 de maio (primeira parte) | Pole Day – 18 de maio (primeira parte) | Pole Day – 18 de maio (primeira parte) | Pole Day – 18 de maio (primeira parte) | Pole Day – 18 de maio (primeira parte) | Pole Day – 18 de maio (primeira parte) | Pole Day – 18 de maio (primeira parte) |                         |                         |
| Pos.                                   | No.                                    | Piloto                                 | Equipe                                 | Motor                                  | Velocidade                             | Pts.                                   |                         |                         |
| Entre as posições 1 e 9                | Entre as posições 1 e 9                | Entre as posições 1 e 9                | Entre as posições 1 e 9                | Entre as posições 1 e 9                | Entre as posições 1 e 9                | Entre as posições 1 e 9                | Entre as posições 1 e 9 | Entre as posições 1 e 9 |
| -------------------------------------- | -------------------------------------- | -------------------------------------- | -------------------------------------- | -------------------------------------- | -------------------------------------- | -------------------------------------- | ----------------------- | ----------------------- |
| 1                                      | 12                                     | Will Power                             | Penske                                 | Chevrolet                              | 228,844                                | –                                      |                         |                         |
| 2                                      | 1                                      | Ryan Hunter-Reay                       | Andretti Autosport                     | Chevrolet                              | 228,282                                | –                                      |                         |                         |
| 3                                      | 26                                     | Carlos Muñoz (R)                       | Andretti Autosport                     | Chevrolet                              | 228,171                                | –                                      |                         |                         |
| 4                                      | 3                                      | Hélio Castroneves                      | Penske                                 | Chevrolet                              | 227,975                                | –                                      |                         |                         |
| 5                                      | 20                                     | Ed Carpenter                           | Ed Carpenter Racing                    | Chevrolet                              | 227,952                                | –                                      |                         |                         |
| 6                                      | 25                                     | Marco Andretti                         | Andretti Autosport                     | Chevrolet                              | 227,893                                | –                                      |                         |                         |
| 7                                      | 2                                      | A. J. Allmendinger (R)                 | Penske                                 | Chevrolet                              | 227,761                                | –                                      |                         |                         |
| 8                                      | 5                                      | E. J. Viso                             | Andretti Autosport                     | Chevrolet                              | 227,612                                | –                                      |                         |                         |
| 9                                      | 27                                     | James Hinchcliffe                      | Andretti Autosport                     | Chevrolet                              | 227,493                                | –                                      |                         |                         |
| Entre décimo e vigésimo-quarto lugar   |                                        |                                        |                                        |                                        |                                        |                                        |                         |                         |
| 10                                     | 4                                      | J. R. Hildebrand                       | Panther Racing                         | Chevrolet                              | 227,441                                | 4                                      |                         |                         |
| 11                                     | 98                                     | Alex Tagliani                          | Bryan Herta/Barracuda Racing           | Honda                                  | 227,386                                | 4                                      |                         |                         |
| 12                                     | 11                                     | Tony Kanaan                            | KV Racing Technology                   | Chevrolet                              | 226,949                                | 4                                      |                         |                         |
| 13                                     | 22                                     | Oriol Servià                           | Panther/Dreyer & Reinbold              | Chevrolet                              | 226,814                                | 4                                      |                         |                         |
| 14                                     | 19                                     | Justin Wilson                          | Dale Coyne Racing                      | Honda                                  | 226,370                                | 4                                      |                         |                         |
| 15                                     | 7                                      | Sébastien Bourdais                     | Dragon Racing                          | Chevrolet                              | 226,196                                | 4                                      |                         |                         |
| 16                                     | 9                                      | Scott Dixon                            | Chip Ganassi Racing                    | Honda                                  | 226,158                                | 4                                      |                         |                         |
| 17                                     | 10                                     | Dario Franchitti                       | Chip Ganassi Racing                    | Honda                                  | 226,069                                | 4                                      |                         |                         |
| 18                                     | 14                                     | Takuma Sato                            | A. J. Foyt Enterprises                 | Honda                                  | 225,892                                | 4                                      |                         |                         |
| 19                                     | 83                                     | Charlie Kimball                        | Chip Ganassi Racing                    | Honda                                  | 225,880                                | 4                                      |                         |                         |
| 20                                     | 16                                     | James Jakes                            | Rahal-Letterman Lanigan                | Honda                                  | 225,809                                | 4                                      |                         |                         |
| 21                                     | 77                                     | Simon Pagenaud                         | Schmidt-Hamilton Motorsports           | Honda                                  | 225,674                                | 4                                      |                         |                         |
| 22                                     | 60                                     | Townsend Bell                          | Panther Racing                         | Chevrolet                              | 225,643                                | 4                                      |                         |                         |
| 23                                     | 8                                      | Ryan Briscoe                           | Chip Ganassi Racing                    | Honda                                  | 225,265                                | 4                                      |                         |                         |
| 24                                     | 78                                     | Simona de Silvestro                    | KV Racing Technology                   | Chevrolet                              | 225,226                                | 4                                      |                         |                         |
| Abaixo do vigésimo-quarto lugar        |                                        |                                        |                                        |                                        |                                        |                                        |                         |                         |
|                                        | 21                                     | Josef Newgarden                        | Sarah Fisher Hartman Racing            | Honda                                  | 225,210                                |                                        |                         |                         |
|                                        | 18                                     | Bia Figueiredo                         | Dale Coyne Racing                      | Honda                                  | 225,117                                |                                        |                         |                         |
|                                        | 15                                     | Graham Rahal                           | Rahal-Letterman Lanigan                | Honda                                  | 224,950                                |                                        |                         |                         |
|                                        | 6                                      | Sebastián Saavedra                     | Dragon Racing                          | Chevrolet                              | 224,656                                |                                        |                         |                         |
|                                        | 55                                     | Tristan Vautier (R)                    | Schmidt-Peterson Motorsports           | Honda                                  | 224,156                                |                                        |                         |                         |
|                                        | 91                                     | Buddy Lazier                           | Lazier Partners Racing                 | Chevrolet                              | 223,073                                |                                        |                         |                         |
|                                        | 17                                     | Michel Jourdain Jr.                    | Rahal-Letterman Lanigan                | Honda                                  | 218,329                                |                                        |                         |                         |
|                                        | 41                                     | Conor Daly (R)                         | A. J. Foyt Enterprises                 | Honda                                  | Ausente                                |                                        |                         |                         |
|                                        | 63                                     | Pippa Mann                             | Dale Coyne Racing                      | Honda                                  | Sem tempo                              |                                        |                         |                         |

### Pole Day (definição dos nove primeiros)
| Bump Day – 18 de maio (segunda parte) | Bump Day – 18 de maio (segunda parte) | Bump Day – 18 de maio (segunda parte) | Bump Day – 18 de maio (segunda parte) | Bump Day – 18 de maio (segunda parte) | Bump Day – 18 de maio (segunda parte) |      |
| Pos.                                  | No.                                   | Piloto                                | Equipe                                | Motor                                 | Velocidade                            | Pts. |
| ------------------------------------- | ------------------------------------- | ------------------------------------- | ------------------------------------- | ------------------------------------- | ------------------------------------- | ---- |
| 1                                     | 20                                    | Ed Carpenter                          | Ed Carpenter Racing                   | Chevrolet                             | 228,762                               | 15   |
| 2                                     | 26                                    | Carlos Muñoz (R)                      | Andretti Autosport                    | Chevrolet                             | 228,342                               | 13   |
| 3                                     | 25                                    | Marco Andretti                        | Andretti Autosport                    | Chevrolet                             | 228,261                               | 12   |
| 4                                     | 5                                     | E. J. Viso                            | Andretti Autosport                    | Chevrolet                             | 228,150                               | 11   |
| 5                                     | 2                                     | A. J. Allmendinger (R)                | Penske                                | Chevrolet                             | 228,099                               | 10   |
| 6                                     | 12                                    | Will Power                            | Team Penske                           | Chevrolet                             | 228,087                               | 9    |
| 7                                     | 1                                     | Ryan Hunter-Reay                      | Andretti Autosport                    | Chevrolet                             | 227,904                               | 8    |
| 8                                     | 3                                     | Hélio Castroneves                     | Penske                                | Chevrolet                             | 227,762                               | 7    |
| 9                                     | 27                                    | James Hinchcliffe                     | Andretti Autosport                    | Chevrolet                             | 227,070                               | 6    |

### Bump Day
| 25               | 21 | Josef Newgarden     | Sarah Fisher Hartman Racing    | Honda     | 225,731          | 3 |
| 26               | 15 | Graham Rahal        | Rahal Letterman Lanigan Racing | Honda     | 225,007          | 3 |
| 27               | 6  | Sebastián Saavedra  | Dragon Racing                  | Chevrolet | 224,929          | 3 |
| 28               | 55 | Tristan Vautier (R) | Schmidt-Peterson Motorsports   | Honda     | 224,873          | 3 |
| 29               | 18 | Bia Figueiredo      | Dale Coyne Racing              | Honda     | 224,184          | 3 |
| 30               | 63 | Pippa Mann          | Dale Coyne Racing              | Honda     | 224,005          | 3 |
| 31               | 41 | Conor Daly (R)      | A. J. Foyt Enterprises         | Honda     | 223,582          | 3 |
| 32               | 91 | Buddy Lazier        | Lazier Partners Racing         | Chevrolet | 223,442          | 3 |
| 33               | 81 | Katherine Legge     | Schmidt-Peterson Motorsports   | Honda     | 223,176          | 3 |
| Não-classificado |    |                     |                                |           |                  |   |
|                  | 17 | Michel Jourdain Jr. | Rahal Letterman Lanigan Racing | Honda     | Não marcou tempo |   |

## Grid de largada
(R) = Rookie; (W) = Ex-vencedor da prova
| Row | Inside | Inside              | Middle | Middle                 | Outside | Outside             |
| --- | ------ | ------------------- | ------ | ---------------------- | ------- | ------------------- |
| 1   | 20     | Ed Carpenter        | 26     | Carlos Muñoz (R)       | 25      | Marco Andretti      |
| 2   | 5      | E. J. Viso          | 2      | A. J. Allmendinger (R) | 12      | Will Power          |
| 3   | 1      | Ryan Hunter-Reay    | 3      | Hélio Castroneves (W)  | 27      | James Hinchcliffe   |
| 4   | 4      | J. R. Hildebrand    | 98     | Alex Tagliani          | 11      | Tony Kanaan         |
| 5   | 22     | Oriol Servià        | 19     | Justin Wilson          | 7       | Sébastien Bourdais  |
| 6   | 9      | Scott Dixon (W)     | 10     | Dario Franchitti (W)   | 14      | Takuma Sato         |
| 7   | 83     | Charlie Kimball     | 16     | James Jakes            | 77      | Simon Pagenaud      |
| 8   | 60     | Townsend Bell       | 8      | Ryan Briscoe           | 78      | Simona de Silvestro |
| 9   | 21     | Josef Newgarden     | 15     | Graham Rahal           | 6       | Sebastián Saavedra  |
| 10  | 55     | Tristan Vautier (R) | 18     | Bia Figueiredo         | 63      | Pippa Mann          |
| 11  | 41     | Conor Daly (R)      | 91     | Buddy Lazier (W)       | 81      | Katherine Legge     |

## Corrida
| Pos | N.º | Piloto                 | Equipe                           | Motor     | Voltas | Tempo             | Largada | Voltas na liderança | Pontos* |
| --- | --- | ---------------------- | -------------------------------- | --------- | ------ | ----------------- | ------- | ------------------- | ------- |
| 1 | 11  | Tony Kanaan            | KV Racing Technology             | Chevrolet | 200    | 2:40:03.4181      | 12      | 34                  | 55      |
| 2 | 26  | Carlos Muñoz (R)       | Andretti Autosport               | Chevrolet | 200    | + 0,1159†         | 2       | 12                  | 54      |
| 3 | 1   | Ryan Hunter-Reay       | Andretti Autosport               | Chevrolet | 200    | + 0,2480          | 7       | 26                  | 44      |
| 4 | 25  | Marco Andretti         | Andretti Autosport               | Chevrolet | 200    | + 0,3634          | 3       | 31                  | 45      |
| 5 | 19  | Justin Wilson          | Dale Coyne Racing                | Honda     | 200    | + 0,8138          | 14      | 0                   | 34      |
| 6 | 3   | Hélio Castroneves      | Penske                           | Chevrolet | 200    | + 3,0086          | 8       | 1                   | 36      |
| 7 | 2   | A. J. Allmendinger (R) | Penske                           | Chevrolet | 200    | + 4,0107          | 5       | 23                  | 37      |
| 8 | 77  | Simon Pagenaud         | Schmidt-Hamilton Motorsports     | Honda     | 200    | + 4,2609          | 21      | 0                   | 28      |
| 9 | 83  | Charlie Kimball        | Novo Nordisk Chip Ganassi Racing | Honda     | 200    | + 5,6864          | 19      | 0                   | 26      |
| 10 | 20  | Ed Carpenter           | Ed Carpenter Racing              | Chevrolet | 200    | + 6,8425          | 1       | 37                  | 38      |
| 11 | 22  | Oriol Servià           | Panther/Dreyer & Reinbold        | Chevrolet | 200    | + 7,8633          | 13      | 0                   | 23      |
| 12 | 8   | Ryan Briscoe           | Chip Ganassi Racing              | Honda     | 200    | + 8,9216          | 23      | 0                   | 22      |
| 13 | 14  | Takuma Sato            | A. J. Foyt Enterprises           | Honda     | 200    | + 10,2602         | 18      | 0                   | 21      |
| 14 | 9   | Scott Dixon            | Chip Ganassi Racing              | Honda     | 200    | + 11,3858         | 16      | 1                   | 21      |
| 15 | 18  | Bia Figueiredo         | Dale Coyne Racing                | Honda     | 200    | + 12,2657         | 29      | 0                   | 18      |
| 16 | 55  | Tristan Vautier (R)    | Schmidt-Peterson Motorsports     | Honda     | 200    | + 15,3045         | 28      | 0                   | 17      |
| 17 | 78  | Simona de Silvestro    | KV Racing Technology             | Chevrolet | 200    | + 15,7201         | 24      | 0                   | 17      |
| 18 | 5   | E. J. Viso             | Andretti Autosport               | Chevrolet | 200    | + 17,8056         | 4       | 5                   | 24      |
| 19 | 12  | Will Power             | Penske                           | Chevrolet | 200    | + 22,5403         | 6       | 16                  | 21      |
| 20 | 16  | James Jakes            | Rahal Letterman Lanigan Racing   | Honda     | 199    | + 1 Volta         | 20      | 5                   | 15      |
| 21 | 27  | James Hinchcliffe      | Andretti Autosport               | Chevrolet | 199    | + 1 Volta         | 9       | 7                   | 16      |
| 22 | 41  | Conor Daly (R)         | A. J. Foyt Enterprises           | Honda     | 198    | + 2 Voltas        | 31      | 0                   | 11      |
| 23 | 10  | Dario Franchitti       | Chip Ganassi Racing              | Honda     | 197    | Batida            | 17      | 0                   | 11      |
| 24 | 98  | Alex Tagliani          | Bryan Herta/Barracuda Racing     | Honda     | 196    | + 4 Voltas        | 11      | 1                   | 11      |
| 25 | 15  | Graham Rahal           | Rahal Letterman Lanigan Racing   | Honda     | 193    | Batida            | 25      | 0                   | 8       |
| 26 | 81  | Katherine Legge        | Schmidt-Peterson Motorsports     | Honda     | 193    | + 7 Voltas        | 33      | 0                   | 8       |
| 27 | 60  | Townsend Bell          | Panther Racing                   | Chevrolet | 192    | + 8 Voltas        | 22      | 1                   | 10      |
| 28 | 21  | Josef Newgarden        | Sarah Fisher Hartman Racing      | Honda     | 191    | + 9 Voltas        | 25      | 0                   | 8       |
| 29 | 7   | Sébastien Bourdais     | Dragon Racing                    | Chevrolet | 178    | Batida            | 15      | 0                   | 9       |
| 30 | 63  | Pippa Mann             | Dale Coyne Racing                | Honda     | 46     | Batida            | 30      | 0                   | 8       |
| 31 | 91  | Buddy Lazier           | Lazier Partners Racing           | Chevrolet | 44     | Problema Mecânico | 32      | 0                   | 8       |
| 32 | 6   | Sebastián Saavedra     | Dragon Racing                    | Chevrolet | 34     | Batida            | 27      | 0                   | 8       |
| 33 | 4   | J. R. Hildebrand       | Panther Racing                   | Chevrolet | 3      | Batida            | 10      | 0                   | 9       |
| †Prova encerrada com bandeira amarela por conta da batida de Dario Franchitti, a três voltas do final. *Soma da pontuação dos treinos classificatórios e da corrida. |     |                        |                                  |           |        |                   |         |                     |         |